# Calp

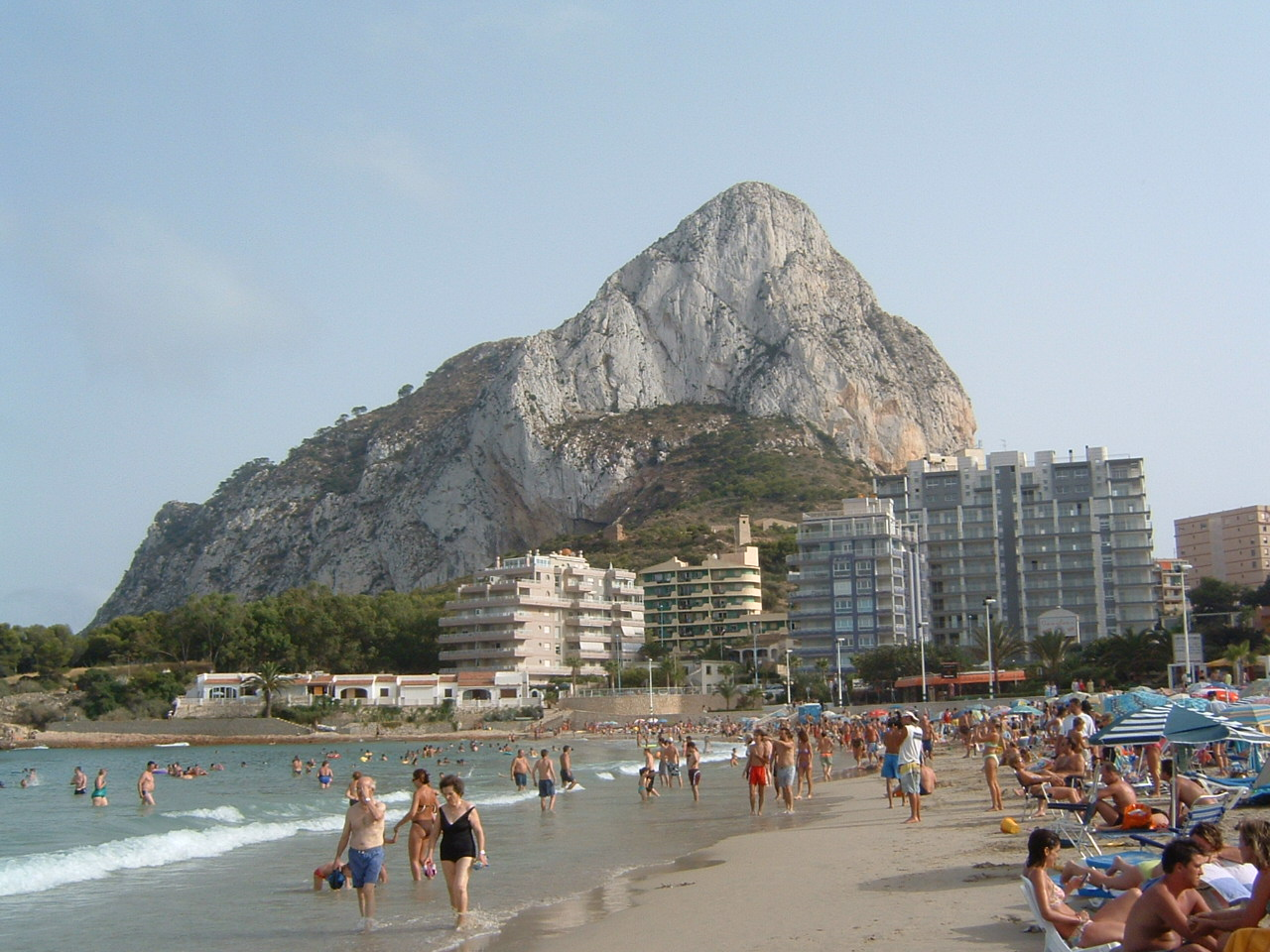

Calp (nazwa kat.; hiszp. Calpe) – gmina i miasto w Hiszpanii, w Walencji, w prowincji Alicante/Alacant (67 km od miasta Alicante) nad Morzem Śródziemnym. W 1999 Calpe miało 22 466 mieszkańców, większość z nich to cudzoziemcy.
Gospodarka miasta opiera się na turystyce masowej i połowie ryb.
W Calp sprawnie działa informacja turystyczna. W mieście bowiem znajduje się kilka ciekawych obiektów turystycznych m.in. tzw.: łaźnie królewskie i zabytkowy młyn. Są one jednakże zaniedbane, zarośnięte, zniszczone i niedostępne dla turystów.
Architekturę miasta Calp stanowią głównie bloki i obiekty turystyczne z lat siedemdziesiątych zajmujące połowę dawnej plaży miejskiej.
Do miasta można się dostać samochodem drogą prowadzącą przez Benidorm i Alteę lub tramwajem FGV z Alicante (czas podróży: 2 godziny, kursuje do godziny 21:00). W tramwaju można posłuchać muzyki poważnej.

## Miasta partnerskie
- Olsztyn, Polska